# Codename: Outbreak
Codename: Outbreak (đôi khi còn được biết đến với tên gọi Venom: Codename: Outbreak) là trò chơi máy tính thuộc thể loại bắn súng góc nhìn người thứ nhất do hãng GSC Game World của Ukraina phát triển và Virgin Interactive xuất bản, game được phát hành vào ngày 25 tháng 11 năm 2001.
Game lấy bối cảnh giả tưởng vào đầu thế kỷ 21, trước khi bắt đầu trò chơi, thế giới xảy ra một trận mưa thiên thạch rớt xuống trong đó có chứa một dạng sống ký sinh của người ngoài hành tinh đã kiểm soát vật chủ của họ. Cuộc xâm lược nhanh chóng lây lan ra khắp nơi. Người chơi sẽ phải trải qua hơn 14 màn chơi khác nhau liên quan đến cuộc chiến chống lại người ngoài hành tinh xâm lược Trái Đất.

## Cốt truyện
Vào đầu thế kỷ 21, trong thời gian quan sát bầu trời về đêm, các nhà thiên văn học đã ghi nhận một đối tượng mới trong khu vực chòm sao Ursa Major, được phân loại với tên gọi JK4538-XK. Theo số liệu quan sát, đối tượng thuộc lớp sao chổi cỡ vừa. Các tính toán tiếp theo khẳng định rằng sao chổi này đến từ các thiên hà khác. Sự kiện hiếm hoi này làm nổi lên một cảm giác lo sợ trên toàn thế giới. Di chuyển với tốc độ rất lớn từ các thiên hà khác có thể sớm được nhìn thấy bằng mắt thường trên bầu trời vào ban đêm.
Tuy nhiên, sự vui mừng biến mất ngay khi các nhà khoa học đã báo cáo về xác suất của quỹ đạo sao chổi này như sau: nó có thể va chạm với Trái Đất. Sau khi kiểm tra các tính toán, chính phủ bắt đầu chuẩn bị cho những thảm họa có thể và sơ tán dân cư ở các thành phố và chuẩn bị sẵn sàng cho những điều tồi tệ nhất. Vượt qua vùng lân cận nguy hiểm để tới Trái Đất, sao chổi bốc cháy trong bầu khí quyển và tạo ra một cơn mưa thiên thạch bốc lửa rớt xuống một thung lũng mênh mông ở Mỹ.
Một nhóm gồm cảnh sát, các nhà khoa học và các đơn vị lính thủy đánh bộ được chính phủ gửi đến để điều tra những hiện tượng kỳ lạ ở đó. Tuy nhiên họ biến mất một cách đột ngột và không để lại bất cứ dấu vết nào. Trong đoạn phim mở đầu, một nhóm lính thủy đánh bộ được cử tới khi họ nhận được báo cáo cho biết một số người lạ mặt đã ngắt sóng radio. Đội trưởng Wilson, trưởng nhóm, và người bạn của anh là Steve đột nhiên bị đồng đội trong nhóm đi cùng tấn công. Khi họ rút lui để chờ máy bay tới đưa về căn cứ, Steve trúng đạn của đồng đội và bị thương nặng. Wilson tuyệt vọng chờ để máy bay đến đưa tới nơi an toàn khác, thì một con quái vật không rõ nguồn gốc bất thình lình lao vào Wilson và màn hình trở nên tối đen.
Mặc dù thiên thạch đã nằm sâu trong miệng núi lửa nhưng nó không hẳn là những hòn đá chết mà từ trong lớp vỏ thiên thạch đó đã sinh ra một dạng sống mới, bao quanh thiên thạch. Trường hợp những người được cử đến để điều tra biến mất gần đây là dấu hiệu đầu tiên. Một thời gian sau đó, hệ thống liên lạc với một trong các phòng thí nghiệm quân sự nghiên cứu các mẫu thiên thạch đã bị cắt đứt.
Ngay sau đó, một tổ chức với công nghệ hiện đại bắt đầu tìm hiểu về những gì đang xảy ra trong khu vực để hiểu bản chất của tình hình và bắt đầu một cuộc phản công chống lại người ngoài hành tinh. Tổ chức liền phái một đội đặc nhiệm được trang bị hiện đại (Người chơi và một đồng đội do AI điều khiển) tới khu vực này để điều tra và tìm ra nhóm lính thủy đánh bộ và cảnh sát đã bị nhiễm ký sinh trùng. Họ cũng tìm thấy một số trứng dường như đã rơi cùng với thiên thạch. Chúng khá giống với một sinh vật ngoài hành tinh gọi là Face Huggers. Nhóm nghiên cứu cũng tìm thấy một nhà khoa học còn sống sót duy nhất trong một tòa nhà đổ nát, đội của bạn cứu được ông ta và đưa về căn cứ để lấy thông tin.
Tiếp đến, một viện nghiên cứu cao cấp được thành lập để nghiên cứu người ngoài hành tinh. Ngay sau khi hoàn thành và bắt đầu hoạt động, tất cả nhân viên của cơ sở chính đều bị lây nhiễm bệnh dịch từ những người ngoài hành tinh. Một lần nữa, đội đặc nhiệm buộc phải xuất trận. Đầu tiên họ đột nhập vào bên trong cơ sở từ bên ngoài, chạm trán với những kẻ thù mới như những sinh vật đột biến, giống như thứ sinh vật lạ đã tấn công đội trưởng Wilson. Một khi vào bên trong, họ phải thu thập thông tin tình báo và quét sạch các mối đe dọa khác. Khi tiến sâu vào bên trong cơ sở, họ phát hiện ra một nhà khoa học còn sống sót. Cả nhóm bèn đội hộ tống nhà khoa học ra bên ngoài và phải đề phòng các cuộc phục kích từ những người bị nhiễm bệnh. Sau khi tiêu diệt hết kẻ thù, cả nhóm tới được một điểm khai thác gần nơi mà họ đã chọc thủng phòng tuyến của viện nghiên cứu trước đó.
Càng về sau thì cả đội càng bị đẩy vào rất nhiều nhiệm vụ nguy hiểm. Một phần nhiệm vụ của họ xoay quanh việc bảo vệ và khởi động vệ tinh nhân tạo Icarus-1, có thể theo dõi và xác định sự lây lan trên quy mô lớn của những sinh vật ngoài hành tinh. Một số nhiệm vụ khác thì yêu cầu bạn thực hiện những việc quan trọng, như trong một nhiệm vụ, bạn được yêu cầu đột nhập vào sân bay và lập trình lại hệ thống phòng không để ngăn chặn quân tiếp viện của người ngoài hành tinh từ trên không. Một số nhiệm vụ bạn phải tìm cách ngăn chặn thảm họa, chẳng hạn như kích hoạt tên lửa phá hủy, một trong những thiết bị được dùng cho việc khởi động Icarus-1. Người chơi phải vượt qua nhiều loại sinh vật lạ và những người lính bị nhiễm ký sinh trùng, từ tháp canh phòng thủ cho đến những cỗ xe hạng nặng như APC. Đội đặc nhiệm đã thích nghi nhanh chóng với mỗi nhiệm vụ nếu không họ sẽ gặp nhiều khó khăn rất lớn trên con đường phía trước.
Trong nhiệm vụ cuối cùng, Icarus-1 được phóng lên và bay theo quỹ đạo của Trái Đất. Nó phát hiện ra một nguồn nhiệt lớn trên một hòn đảo nhỏ, bao quanh bởi các nguồn khác, đồng thời Icarus còn xác định rằng những người ngoài hành tinh hoạt động như một tập thể và một dấu hiệu đặc trưng với quy mô lớn chính là trí óc trung tâm. Nếu không có thực thể này, người ngoài hành tinh có lẽ sẽ đi vào tình trạng lộn xộn với sự thiếu lãnh đạo và không thể xâm chiếm thêm được nữa. Nhóm nghiên cứu được lệnh xâm nhập vào khu vực và lắp một quả bom hạt nhân khu tại vực mà thực thể đó kiểm soát. Một khi quả bom được thiết lập, cả nhóm phải nhanh chóng sơ tán nếu họ không muốn bỏ mình một cách vô ích.
Sau khi lắp đặt hoàn thành, quả bom phát nổ, phá hủy trí óc trung tâm và tất cả mọi thứ xung quanh nó. Đúng theo dự đoán, lực lượng người ngoài hành tinh gặp thất bại hoàn toàn vì không còn ai chỉ huy nữa do đó chính phủ có thể dễ dàng tiêu diệt toàn bộ lực lượng còn sót lại mà không gặp bất cứ trở ngại nào nữa.

## Cách chơi
Thay vì mang nhiều vũ khí như các game bắn súng góc nhìn người thứ nhất truyền thống, người chơi chỉ được quyền mang một trong số nhiều loại vũ khí (ví dụ như súng máy, súng laser, pháo sáng, súng bắn tỉa, súng phóng tên lửa, vv.). Vũ khí duy nhất có đạn vô hạn là súng laser, đôi khi dùng để kết liễu kẻ thù AI hoàn toàn im lặng và là điều vô giá cho các hoạt động lén lút. Mỗi nhiệm vụ khác nhau sẽ cung cấp cho người chơi các loại vũ khí quan trọng khác nhau. Các loại vũ khí thực tế đều có thể nâng cao tầm đạn. Các mẫu súng đều có những phụ tùng đi kèm riêng biệt, từ đòn trí mạng của súng, tỉ lệ bắn cho đến độ chính xác.
Thông thường thì áo giáp là một sự lựa chọn rất quan trọng trong game. Codename: Outbreak cho phép người chơi có thể chọn loại áo giáp phù hợp được dùng cho những vị trí khác nhau từ thành phố, sa mạc cho đến rừng rậm. Ngoài ra còn có phiên bản cao cấp gọi là "Seraphim" giúp tăng cường bảo vệ người chơi nhiều hơn.
Ngoài ra game còn cung cấp một túi đồ riêng giúp người chơi có thể mang tất cả mọi thứ đồ khác như súng và áo giáp chẳng hạn trong suốt hành trình của trò chơi. Mỗi nhân vật chỉ có thể chứa một số đồ vật trong một giới hạn nhất định, khi mang quá mức cho phép thì nhân vật của người chơi sẽ di chuyển một cách chậm chạp. Ngoài đạn và thiết bị ra người chơi có thể tìm thấy các loại đồ vật cần thiết khác, chẳng hạn như thiết bị y tế, PDA và các loại đồ linh tinh khác.
Phần chiến dịch chơi đơn cho phép người chơi được chơi với một đội hình hai người, và có thể chuyển đổi giữa hai kiểu đội hình và ra một số mệnh lệnh khác nhau. Ngoài ra người chơi có thể sử dụng chế độ chơi hợp tác nhiều người chơi trong phần chiến dịch. Nếu chơi đơn một mình, game cho phép lựa chọn bất cứ ai vào trong nhóm, cũng như số lượng thành viên mới. Nếu một thành viên của nhóm chết trong chiến dịch, người chơi không thể đưa họ trở lại được và họ sẽ được đánh dấu là KIA cho phần còn lại của chiến dịch.

## Chơi mạng
Game hỗ trợ hai chế độ chơi mạng là CTF và Deathmatch cho phép tối đa 16 người chơi cùng lúc. Trong hầu hết các phần chơi mạng, vũ khí áo giáp và đạn dược nằm rải rác xung quanh bản đồ, do đó, người chơi sẽ được chạy xung quanh để tìm kiếm trang bị phù hợp. Đặc biệt màn chơi nhiệm vụ thứ 13 trong tổng số 14 màn chơi của game cho phép người chơi kết nối với người chơi thứ hai thông qua việc sử dụng chế độ chơi hợp tác. Màn chơi nhiệm vụ thứ 14 không có sẵn.